# Saint-Yrieix-sur-Charente
Saint-Yrieix-sur-Charente ist eine französische Gemeinde mit 7556 Einwohnern (Stand 1. Januar 2022) im Département Charente in der Region Nouvelle-Aquitaine. Sie gehört zum Arrondissement Angoulême sowie zum Kanton Gond-Pontouvre und ist Mitglied im Gemeindeverband Communauté d’agglomération du Grand Angoulême. Die Bewohner nennen sich Arédiens oder Arédiennes.

## Geographie
Die Gemeinde liegt im Ballungsraum nordwestlich von Angoulême und ist rund vier Kilometer vom Zentrum entfernt. Sie grenzt im Norden an Balzac, im Osten an Gond-Pontouvre, im Westen an Fléac und im Nordwesten an Vindelle.
Saint-Yrieix-sur-Charente liegt in einer Flussschleife am rechten Ufer des Flusses Charente, der die Gemeindegrenze im Norden, Osten und Süden bildet. Im Osten des Gemeindegebietes befindet sich am Fluss das Freizeitzentrum "Grande Prairie" mit einem Badesee.
Die Gemeinde wird von den Verkehrsbändern der Nationalstraßen N10 und N141 (vormals N1141) zerschnitten.

## Bevölkerungsentwicklung
| Jahr      | 1968 | 1975 | 1982 | 1990 | 1999 | 2006 | 2018 |
| Einwohner | 3531 | 4035 | 5317 | 6436 | 6373 | 6867 | 7327 |